# Télé la Question
Pour les articles homonymes, voir Télé la Question, émission diffusée en France.
Télé la Question est une émission présentée par Philippe Robin. Depuis le 29 août 2011, le retour de cette émission[précision nécessaire].